# 삼현삼죽
삼현삼죽(三絃三竹)은 남북국 시대 신라의 향악기 중 대표적 3가지의 현악기와 3가지의 관악기를 말한다.  
삼현은 거문고(玄琴)·가야금(伽倻琴)·향비파(鄕琵琶)를, 삼죽은 대금(大笒)·중금(中笒)·소금(小笒)을 또는 삼금(三笒)이라고 한다. 악곡에는 평조(平調)·월조(越調)·출조(出調)·준조(俊調)·황종조(黃鐘調)·이아조(二雅調)·반섭조(般涉調) 등 칠조(七調)가 쓰였다. 삼국사기(三國史記)에 대금곡 324, 중금곡 245, 소금곡 298개가 각각 전하지만 어떤 성격의 악곡인지 정확히 알 수 없다. 